# GKB 5063
De 5063, ook wel GelenkTriebWagen genoemd, is een dieselelektrisch treinstel met lagevloerdeel voor het regionaal personenvervoer van de Graz-Köflacher Bahn und Busbetrieb GmbH (GKB).

## Geschiedenis
Het treinstel werd ontworpen en gebouwd door Stadler Rail te Bussnang. Graz-Köflacher Eisenbahn (GKE) gebruikt sinds 2010 dertien treinstellen.

## Constructie en Techniek
Het treinstel is opgebouwd uit een aluminium frame met een frontdeel van GVK. Het treinstel heeft een lagevloerdeel. Dit treinstel wordt aangedrijven door twee MAN dieselmotoren die iedere een dynamo met een elektromotor aandrijft. Deze treinstellen kunnen tot drie stuks gecombineerd rijden. De treinstellen zijn uitgerust met luchtvering.

## Treindiensten
De treinen worden/werden door Graz-Köflacher Eisenbahn ingezet op de volgende trajecten.
- Köflacherbahn, Graz Hauptbahnhof - Graz Köflacherbahnhof - Lieboch - Köflach
- Wieserbahn, Lieboch - Wies-Eibiswald